# دار بن مشرق (حورة)

تعديل مصدري - تعديل

دار بن مشرق هي إحدى قرى عزلة حوره بمديرية حورة التابعة لمحافظة حضرموت، اليمن. بلغ تعداد سكانها 54 نسمة حسب تعداد اليمن لعام 2004.
دار بن مشرق للشيخ عامر سالم عمر بن مشرق ابوسالم عدد سكانها حالياً يفوق 120 نسمة.